# Briefmarken-Ausgaben für Berlin und Brandenburg
Die Briefmarken-Ausgaben Berlin und Brandenburg  der Sowjetischen Besatzungszone wurden ab dem 3. August 1945 herausgegeben, sie waren bis zum 31. Oktober 1946 gültig. Ab Februar 1946 bis Anfang 1947 wurden Briefmarken des Kontrollrats, also für die Bizone und die Sowjetische Besatzungszone gemeinsam ausgegeben. Die insgesamt sieben Briefmarken unterscheiden sich in drei Zähnungsvarianten.

## Liste der Ausgaben und Motive
Legende
- Bild: Eine bearbeitete Abbildung der genannten Marke. Das Verhältnis der Größe der Briefmarken zueinander ist in diesem Artikel annähernd maßstabsgerecht dargestellt. Sollten keine Marken abgebildet sein, liegt es daran, dass das Urheberrecht des Künstlers noch nicht erloschen ist.
- Beschreibung: Eine Kurzbeschreibung des Motivs und/oder des Ausgabegrundes. Bei ausgegebenen Serien oder Blocks werden die zusammengehörigen Beschreibungen mit einer Markierung versehen eingerückt.
- Wert: Der Frankaturwert der einzelnen Marke in Pfennig. Ein „+“ bedeutet, dass es sich um eine Zuschlagsmarke handelt (= Frankaturwert + Spende).
- Ausgabedatum: Das Datum des erstmaligen Verkaufs dieser Briefmarke.
- Gültig bis: Das Datum, an dem die Gültigkeit endete.
- Auflage: Soweit bekannt, wird hier die zum Verkauf angebotene Anzahl dieser Ausgabe angegeben.
- Entwurf: Soweit bekannt, wird hier angegeben, von wem der Entwurf dieser Marke stammt.
- Mi.-Nr.: Diese Briefmarke wird im Michel-Katalog unter der entsprechenden Nummer gelistet.

| Marken (Werte in Reichsmark) |                                    |                 |                |                  |            |           |       |
| Bild                         | Beschreibung                       | Wert in Pfennig | Ausgabe- datum | gültig bis       | Auflage    | Entwurf   | MiNr. |
|                              | Berliner Bär                       | 5 Pf            | 3. August 1945 | 31. Oktober 1946 | 38.000.000 | Goldammer | 1AA   |
|                              |                                    | 6 Pf            | 3. August 1945 | 31. Oktober 1946 | 45.000.000 | Schwabe   | 2A    |
|                              |                                    | 8 Pf            | 3. August 1945 | 31. Oktober 1946 | 46.000.000 | Goldammer | 3A    |
|                              |                                    | 10 Pf           | 3. August 1945 | 31. Oktober 1946 | 15.000.000 | Schwabe   | 4A    |
|                              |                                    | 12 Pf           | 3. August 1945 | 31. Oktober 1946 | 73.000.000 | Schwabe   | 5AA   |
|                              |                                    | 20 Pf           | 3. August 1945 | 31. Oktober 1946 | 18.000.000 | Schwabe   | 5A    |
|                              | - junges Eichenbäumchen und Ruinen | 30 Pf           | 3. August 1945 | 31. Oktober 1946 | 19.000.000 | Goldammer | 7A    |

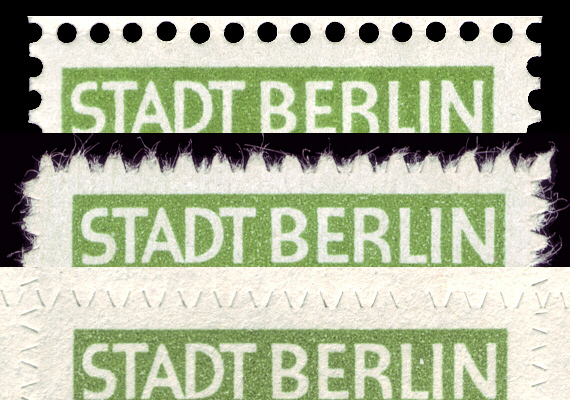
Vergleich der Trennungsarten